# 瀬戸ミクモ
瀬戸 ミクモ（せと ミクモ、9月10日 - ）は、日本の漫画家。奈良県出身。2009年、『ゲッサン』に掲載された「恋せよ乙女」でデビュー。2023年より『ゲッサン』（小学館）にて、『兎と鷹の巣』を連載している。

## 来歴
2009年、「すきもの」で「GET THE SUN 新人賞」の佳作を受賞。同年11月に「恋せよ乙女」でプチデビューを果たす。2010年、「群青グラフィティ」がプロデビュー作となる。
『ゲッサン』ルーキーたちの短期連載枠第1弾として短期集中連載『ココロ、デッサン』を発表。後に初の長期連載となる『あおにの空に竜は哭く』が同誌で連載された。2018年より、同誌にて『ボンバボーイ』を連載。2022年より、『月刊コミックゼノン』にて原田ケンタローの作画による『ヴィランアクター』を連載し、瀬戸は原作を担当する。2023年、『ゲッサン』にて『兎と鷹の巣』の連載を開始。

## 受賞歴
- すきもの（GET THE SUN 新人賞 第3回 佳作）[1] ※セトミクモ名義[要出典]

## 作品リスト

### 連載
- ココロ、デッサン（『ゲッサン』2011年10月号[3] - 2012年1月号） - 短期集中連載[3]
- あおにの空に竜は哭く（『ゲッサン』2013年4月号[4] - 2014年2月号、全2巻）
- ボンバボーイ（『ゲッサン』2018年9月号[5] - 2020年10月号、全4巻）
- ヴィランアクター（作画：原田ケンタロー、『月刊コミックゼノン』2022年9月号[6] - 2023年10月号[7]、全3巻） - 原作担当[6]
- 兎と鷹の巣（『ゲッサン』2023年11月号[2] - 、既刊2巻）

### 読切
- 恋せよ乙女（『ゲッサン』2009年12月号） - プチデビュー作[1]
- 群青グラフィティ（『ゲッサン』2010年3月号） - プロデビュー作[1]
- みてくれ重視（『ゲッサン』2011年5月号）
- タイトル不明（ネーム：高田康太郎、『ゲッサン』2015年2月号[8]） - 作画担当[8]
- ベイビー、ハッピーバースデー（『ゲッサン』2021年5月号[9]）

## 師匠
- 小川麻衣子[10]
- 坂ノ睦[10]